# Barranc de l'Escorial
Barranc de l'Escorial är ett periodiskt vattendrag i Spanien.   Det ligger i provinsen Província de Tarragona och regionen Katalonien, i den östra delen av landet, 400 km öster om huvudstaden Madrid.